# Kohinga Falls
Die Kohinga Falls sind ein Wasserfall bislang nicht ermittelter Fallhöhe in der Region Hawke’s Bay auf der Nordinsel Neuseelands. Östlich der Ortschaft Kuripapango im Hastings District liegt er im Oberlauf des Waikarekare Stream, eines Nebenflusses des Ngaruroro River.